# دیوار کنستانتین

«دیوار کنستانتین» به رنگ سبز مشخص شده است.

برازدا لوی نوواک (انگلیسی: Brazda lui Novac) یک لیمس آهک رومی در رومانی کنونی بود که به دیوار کنستانتین نیز معروف است. برخی از مورخان مانند الکساندر ماجارو معتقدند که مرز ریپا گوتیکا است.